# PQTL
Los loci de rasgos cuantitativos de proteína (pQTLs, por sus siglas en inglés) son loci que modulan los niveles de expresión de proteínas en el plasma u otros tejidos. Estas variaciones constituyen un eje central en el entendimiento de los mecanismos de regulación postranscripcional y postraduccional, así como su impacto en la fisiopatología de diversas enfermedades humanas. Los estudios de pQTLs aprovechan la integración de datos multiómicos para delinear redes causales que conectan la genética con el fenotipo molecular y clínico.
El análisis de pQTLs ha evolucionado significativamente gracias a cohortes genómicas de gran escala como el UK Biobank y al desarrollo de plataformas de alta resolución para la cuantificación proteómica. Herramientas como la espectrometría de masas y técnicas basadas en anticuerpos (SomaScan y Olink) han facilitado la detección precisa y reproducible de proteínas en contextos clínicos y de investigación. Simultáneamente, los avances en algoritmos bioinformáticos y métodos estadísticos han permitido identificar asociaciones robustas y biologícamente significativas.

## Clasificación

### cis-pQTLs
Los cis-pQTLs están ubicados en regiones genómicas cercanas al gen codificante de la proteína (≤ 1 Mb). Estas variantes suelen modular la transcripción, la estabilidad del mARN o procesos de traducción mediante mecanismos directos, como alteraciones en promotores, potenciadores o sitios de unión para factores de transcripción.

### trans-pQTLs
Los trans-pQTLs están localizados lejos del gen objetivo, incluso en cromosomas diferentes. Su influencia está mediada a través de redes de regulación complejas, incluyendo vías de señalización, factores transcripcionales o microARNs que afectan indirectamente los niveles proteícos.

## Metodologías de estudio

### Generación de datos proteómicos
La cuantificación precisa de proteínas es fundamental para el análisis de pQTLs. 
Espectrometría de masas (MS): Proporciona información detallada sobre la estructura y abundancia de proteínas.
Plataformas basadas en anticuerpos: Tecnologías como SomaScan y Olink permiten una cuantificación multiplexada y dirigida de proteínas en muestras biológicas.

### Generación de datos genómicos
Secuenciación del genoma completo (WGS): Captura variantes genéticas raras y comunes en todo el genoma.
Microarrays de genotipado: Analizan polimorfismos de nucleótido único (SNPs) comunes en poblaciones de gran escala.

### Análisis computacional y estadístico
Los modelos estadísticos avanzados, como modelos lineales mixtos y enfoques de corrección por confusores, permiten identificar asociaciones significativas entre variantes genéticas y niveles de proteínas. Adicionalmente, herramientas de integración multiómica vinculan estos datos con fenotipos clínicos para determinar causalidad.

## Relevancia biológica y clínica

### Enfermedades complejas
El mapeo de pQTLs ha permitido identificar relaciones causales entre variaciones genéticas y enfermedades humanas. Por ejemplo:
Enfermedades neurodegenerativas: Png et al. (2021) destacaron asociaciones entre proteínas plasmáticas como la β-amiloide y el riesgo de enfermedades como el Alzheimer.
Patologías cardiovasculares: Un estudio del 2021 reportó pQTLs asociados con factores como lipoproteínas y proteínas inflamatorias, fundamentales en la aterogénesis.

### Biomarcadores y diagnóstico
Los pQTLs permiten identificar biomarcadores moleculares útiles para el diagnóstico precoz, la estratificación de pacientes y el monitoreo terapéutico. Una investigación del 2023 destacó proteínas vinculadas con el riesgo genético de enfermedades metabólicas como la diabetes tipo 2.

### Diseño de terapias dirigidas
La información derivada de los pQTLs puede guiar el desarrollo de fármacos. Por ejemplo, proteínas con relaciones causales establecidas a través de aleatorización mendeliana (MR) se convierten en objetivos terapéuticos prometedores.

## Limitaciones

### Complejidad de las redes biológicas
Las interacciones entre genes, proteínas y factores ambientales complican la atribución causal de las asociaciones identificadas. Los efectos pleiotrópicos también dificultan el entendimiento de mecanismos específicos.

### Diversidad poblacional
La mayoría de los estudios de pQTLs se han realizado en poblaciones europeas, lo que limita la aplicabilidad de los resultados a otras etnias. Esto subraya la necesidad de ampliar investigaciones hacia poblaciones subrepresentadas.

### Desafíos técnicos
La cuantificación precisa de proteínas en matrices biológicas complejas sigue siendo un reto, particularmente en proteínas de baja abundancia o altamente modificadas postraduccionalmente.